# Jalila Rebaï
Jalila Rebaï (arabe : جليلة رباعي) est notoire pour être la première femme musulmane à exercer comme pharmacienne en Tunisie.

## Biographie
Diplômée de la faculté de pharmacie de Marseille en 1954, elle travaille à la Pharmacie centrale des hôpitaux de Tunisie, et se voit désignée, par un décret du 25 février 1957, membre de la commission consultative de la même institution. Elle est ainsi la première femme musulmane à exercer comme pharmacienne en Tunisie.
Jalila Rebaï est précurseur dans cette profession : elle est suivie par Dorra Bouzid, diplômée de la faculté de Paris en 1957, puis de trois autres en 1962, et après l'indépendance, les Tunisiennes accédant aux études, elles deviendront majoritaires.
Vers 1961, elle décide d'ouvrir sa propre officine par l'acquisition de la pharmacie de Mlle Claude Prana au numéro 10, de la rue d'Angleterre à Tunis. Entre temps, elle épouse le docteur Khaled Ladjimi, l'un des premiers dentistes tunisiens.
En 2007, elle prend sa retraite après avoir vendu sa pharmacie.